# 1786 a tudományban
Az 1786. év a tudományban és a technikában.

## Díjak
- Copley-érem: nem került kiosztásra

## Születések
- január 5. - Thomas Nuttall angoltermészettudós († 1859)
- február 26. - François Arago francia csillagász, fizikus, matematikus († 1853)

## Halálozások
- május 21. - Carl Wilhelm Scheele német származású svéd kémikus,  Priestleyvel egyidejűleg felfedezte az oxigént (* 1742)
- február 25. Thomas Wright angol csillagász, matematikus (* 1711)